# Писец

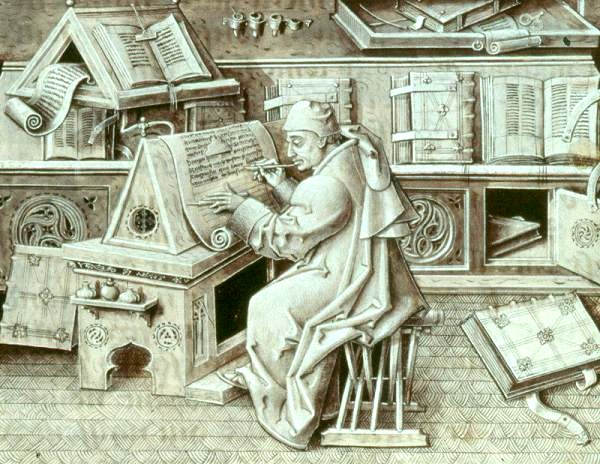
Писарь XV века за работой

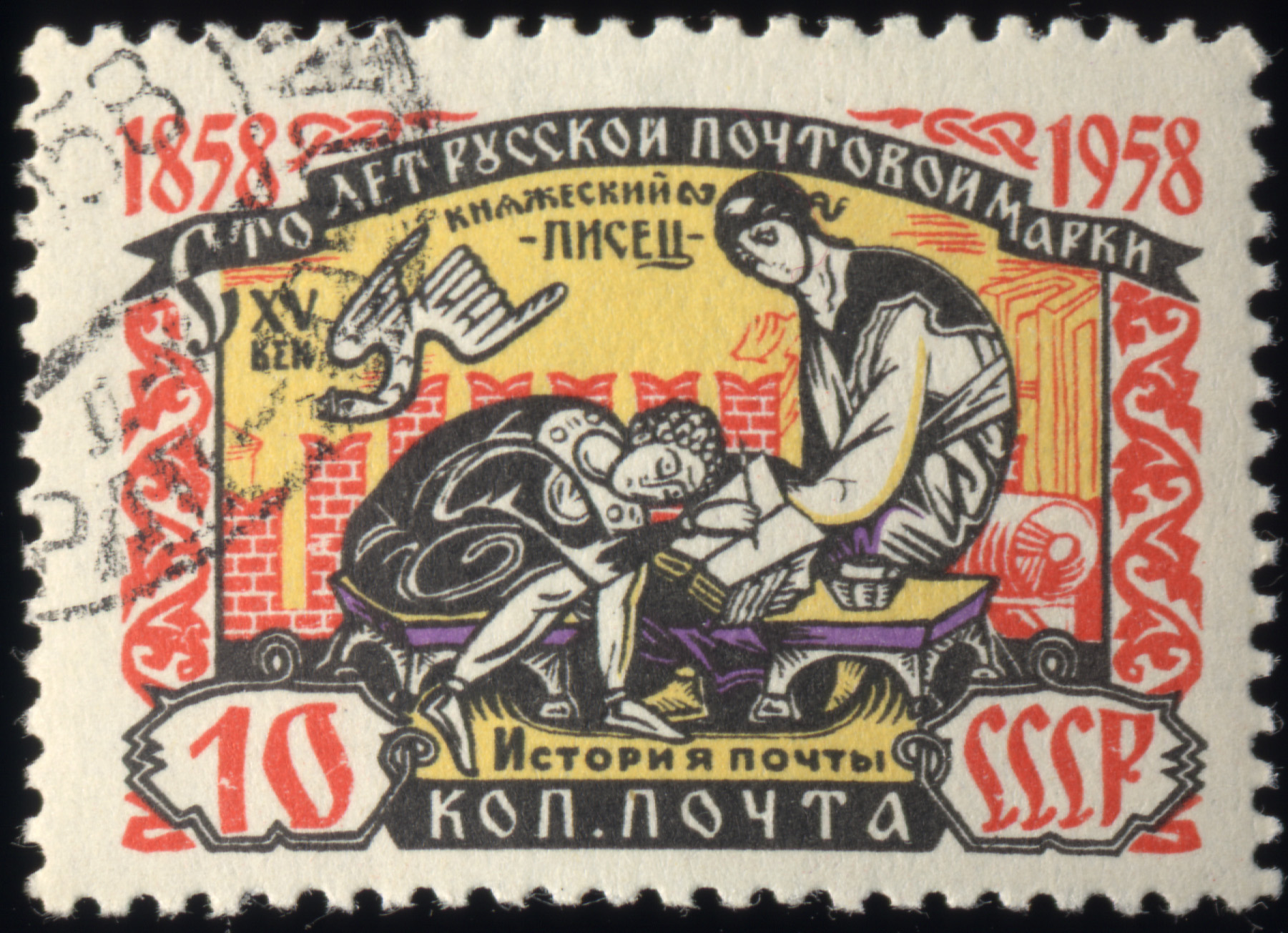
Княжеский писец, Почта СССР, 1958 год

Писе́ц, пи́сарь — человек, который профессионально занимается переписыванием книг и составлением документов от руки. 
Профессия писца, которая раньше была распространена в том или ином виде во всех имеющих письменность культурах, утратила свою значимость с развитием книгопечатания. Изначально писцы вели дела крупных землевладельцев, царей; вели хронику при храмах и городах, переписывали различные тексты, включая священные писания. Позже из профессии писца развились такие сферы деятельности, как журналистика, бухгалтерия, юриспруденция.

## Древний Египет

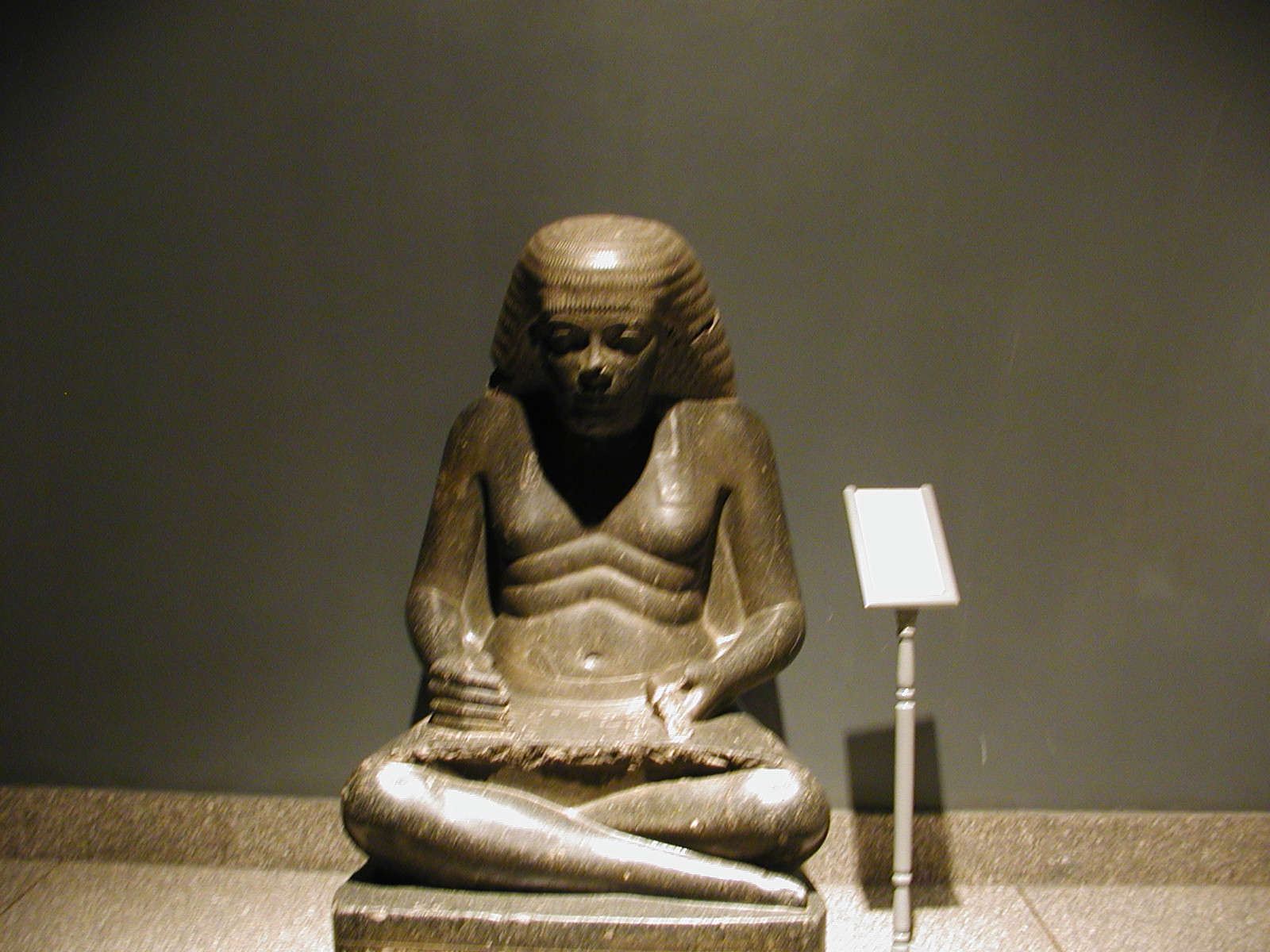
Египетский писец с папирусным свитком

Древнеегипетский писец — это человек, специально обученный искусству письма на языке иероглифов, а также иератическому и, начиная со второй половины первого тысячелетия, демотическому письму, а также арифметике. Писцами почти всегда были мужчины, принадлежащие той части общества, которую сейчас мы бы назвали зажиточным средним классом. Основой их деятельности была бюрократия при дворе фараонов, ведение дел в армии и храмах. Работа писцов передавалась по наследству, сыновья изначально воспитывались с расчетом на то, что после нескольких лет обучения в школах займут место отца.

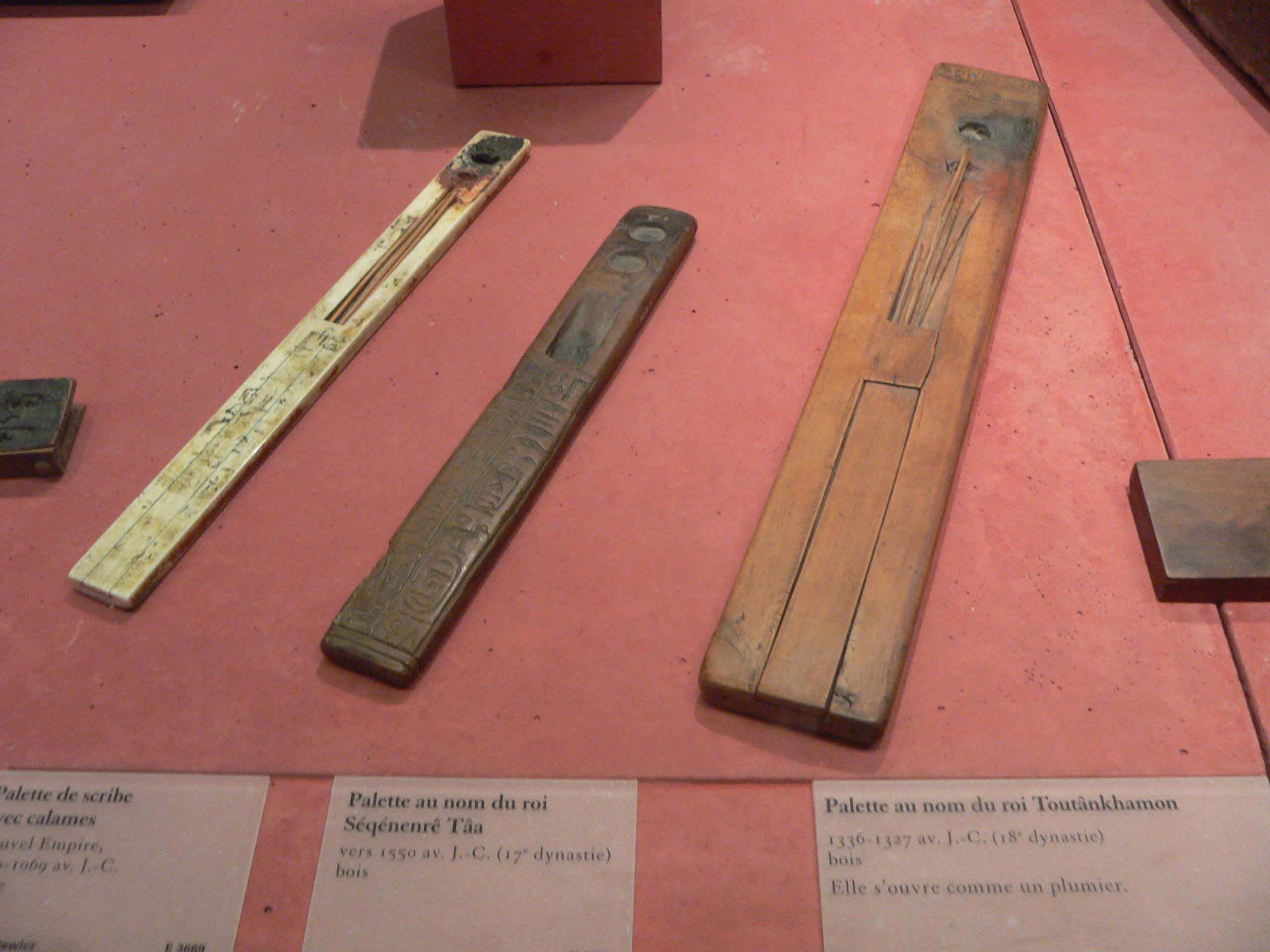
Инструменты писца — кисточка и футляр для хранения красок

Собственно, большая часть информации про Древний Египет доступна нам только благодаря работе писцов: под их надзором происходило возведение различных монументов; ими тщательно записывались различные указы и экономические документы; многие истории, ходившие в устном виде среди низших классов египетского общества, рассказы иноземцев и странников дошли до нас только потому, что были записаны, зачастую случайно.
Профессия писца считалась престижной, они были частью двора фараонов и освобождались от уплаты налогов и службы в армии. Вместе с ремесленниками и художниками писцы принимали активное участие в украшении иероглифами усыпальниц, домов, реликвий, статуй, мебели.
Существовала даже отдельная богиня — Сешат, соответствующая профессии писцов.

## Древняя Месопотамия
Письменность в Древней Месопотамии возникла, судя по всему, из необходимости документировать различные торговые сделки. Фактически ранние образцы месопотамской письменности — это длинные клинописные списки и таблицы, нанесённые на глиняные таблички специально обученными арифметике и грамоте писцами. Чуть позже стали появляться записи различных астрономических наблюдений и даже литературные произведения. Например, одно из известнейших — Эпос о Гильгамеше. Кроме глиняных табличек, месопотамские писцы активно использовали папирус.

## Древний и современный Израиль
Древнейшим еврейским писцом считается сам пророк Моисей (XIV в. до н. э.), написавший 13 Свитков Торы. Заповеди пользоваться рукописными Свитками Торы, тефиллин и мезузами обеспечили непрерывное существование профессиональных переписчиков священных текстов иудаизма до наших дней.
Во время Вавилонского пленения евреев Иерусалимский Храм был разграблен и сожжён, вместе с ним погибли некоторые манускрипты. Приблизительно через 70 лет евреи, возглавляемые Ездрой — писцом, учёным человеком и первосвященником, — вернулись в Иерусалим. Ездра канонизировал свод правил для писарей, благодаря которому до нас доходят точные, практически идентичные тексты.
После завоевания и разграбления Иерусалима Римской империей еврейские писцы, жившие в Европе, продолжали переписывать Танах, пользуясь этими правилами. До 1947 года самой старой копией Танаха была версия приблизительно 895 года н. э. Но в 1947 году бедуинским пастухом была обнаружена пещера с довольно большим количеством рукописей, датируемых периодом от 250 г. до н. э. до 68 г. до н. э. Поскольку манускрипты, содержащие имя Божье, не должны быть уничтожены, их всегда оставляли в различных «тайниках» либо могилах. Сравнение показывает, что копии с разрывом около тысячелетия хоть и не безошибочные, но на удивление точные.
Профессия писца во все времена пользуется у евреев особым почётом.

## Средние века

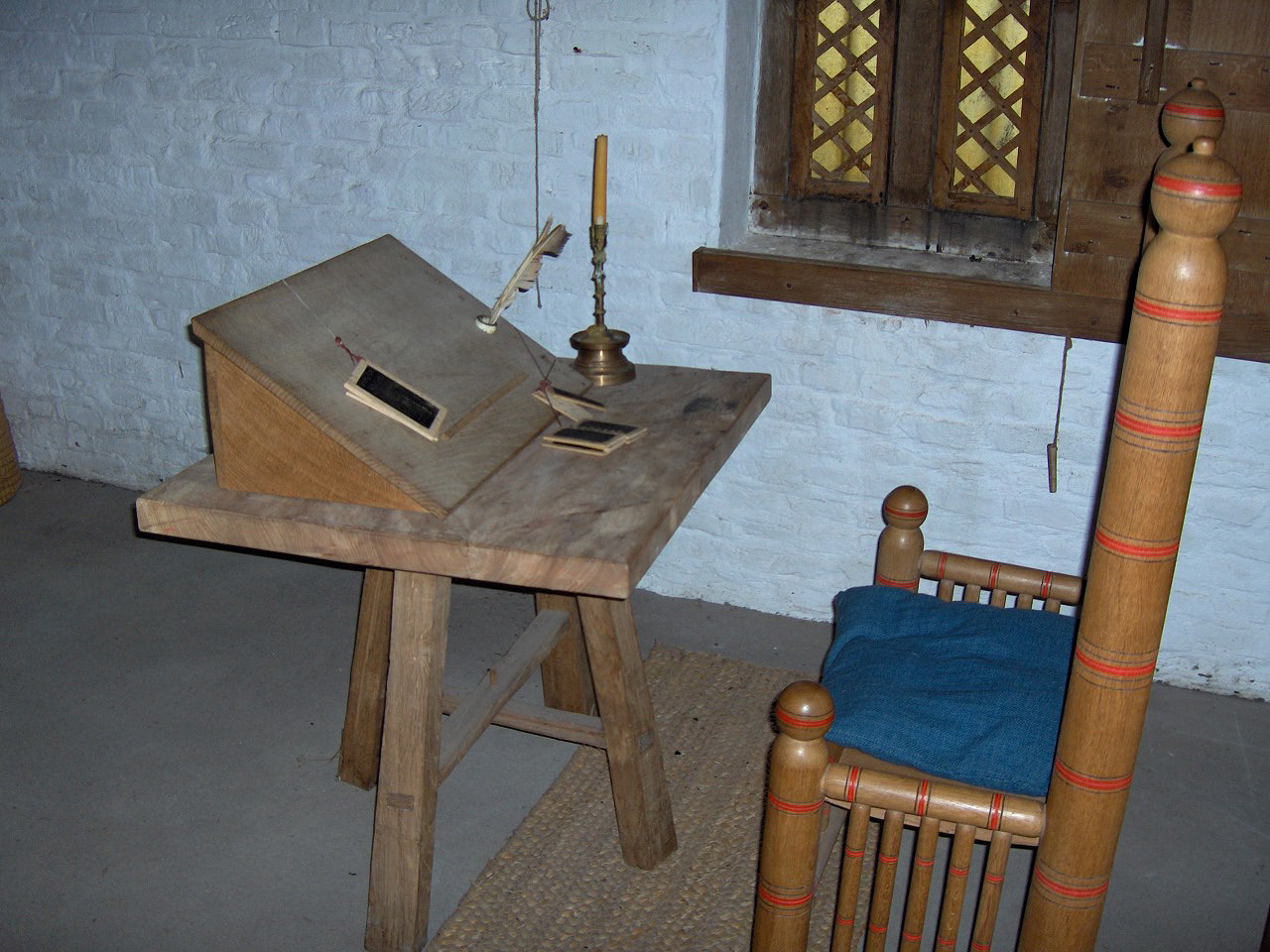
Рабочее место средневекового писца, Бельгия, музей Раверсейде

Профессия писарей бурно развивалась на протяжении Средневековья: с распространением христианства в Европе и ислама в Азии, с распространением ростовщичества, торгового и банковского дела спрос на писцов неизменно рос. В Европе писцами становились преимущественно монахи. Первые скриптории появились в VI—VII веках на юге Италии, во Франции, в Ирландии, Испании.
С развитием книгопечатания профессия писца постепенно сошла на нет.

## Войсковой писарь
В казачьем войске одной из выборных должностей была должность войскового писаря. Он избирался Войсковым кругом вместе с атаманом. Должность считалась очень почётной, на неё выбирали казака из самых грамотных и умных. Кроме войскового писаря, никто не имел права писать и посылать бумаги от войска с его подписью. Писарь также заведовал внутренними и внешними сношениями войска, был членом войскового правления и хранителем войсковой печати.

## Полковой писарь
В полках русской армии была должность полкового писаря. Писари были и в подразделениях — ротный писарь. Должность сохранилась и в Вооружённых силах Российской Федерации.

## Волостной писарь
В Российской империи волостной писарь являлся помощником волостного старшины, возглавлявшего волость. Волостной писарь назначался уездным Присутствием по крестьянским делам. Сначала он приобретал опыт на должности сельского писаря, затем в качестве помощника волостного писаря. Обладая определенной грамотностью и основами юридических знаний, волостной писарь зачастую являлся фактическим руководителем волостного правления.
Писарь обязан был составлять ведомости о видах на урожай, о движении народонаселения, о числе рогатого скота и лошадей, отчёты о взыскании податей и различных платежей, доклады о поставке лошадей в войска, о проведении рекрутского набора, о призыве запасных солдат на службу, ответы на запросы по розыску различных лиц, в том числе государственных преступников, сведения о нищенстве и т. д.
В обязанности писаря входила и подготовка дел для слушания в волостном суде. Поэтому нередко от него зависели судьбы крестьян, и часто коррумпированные волостные писари использовали эту должность как источник обогащения.
После хождения в народ в волостные писари запретили принимать лиц дворянского происхождения и с высшим образованием.